# مارچلو لیپی
مارچلو رومئو لیپی (به ایتالیایی: Marcello Romeo Lippi) بازیکن فوتبال پیشین و یکی از بزرگترین مربیان و تئوریسین‌های فوتبال جهان است. وی در تیم‌های زیادی از جمله اینتر میلان، یوونتوس و تیم ملی فوتبال ایتالیا مربی‌گری کرده‌است.
او با اینترمیلان نایب قهرمان جام حذفی ایتالیا و با یوونتوس همهٔ عناوین از جمله کالچو، جام باشگاه‌های اروپا، جام حذفی ایتالیا، سوپرکاپ اروپا، سوپر کاپ ایتالیا را به‌ دست آورد و با تیم ملی فوتبال ایتالیا قهرمان جام جهانی ۲۰۰۶ در آلمان شد. لیپی در لیگ قهرمانان آسیا ۲۰۱۳ تیم گوانگ‌ژو اورگراند چین را به مقام قهرمانی نیز رساند. وی نخستین سرمربی تاریخ فوتبال است که توانست قهرمانی  لیگ قهرمانان اروپا و جام جهانی را کسب کند.
وی در ۲۲ اکتبر ۲۰۱۶، مربی تیم ملی چین شد و در ۲۴ ژانویه ۲۰۱۹ پس از شکست در جام ملت‌های آسیا ۲۰۱۹ از این سمت کناره‌گیری کرد. وی در ۲۲ اکتبر ۲۰۲۰ به طور رسمی اعلام بازنشستگی کرد.